# Józef Zarzecki
Józef Zarzecki, Заржецкій Іосифъ Альбертовичъ (ur. 19 grudnia 1800 w Skoromoczkach k. Grodna, zm. 29 stycznia 1869 w Petersburgu) – polski inżynier komunikacji działający na terenie imperium rosyjskiego, budowniczy twierdzy Kronsztad.

## Życiorys
Ukończył studia na Wydziale Fizyki i Matematyki Uniwersytetu Wileńskiego z tytułem kandydata (1826). Następnie wstąpił do Korpusu Inżynierów Komunikacji, gdzie w latach 1827-1829 studiował w Instytucie Korpusu Inżynierów Komunikacji w Petersburgu. Po jego ukończeniu otrzymał awans na podporucznika (1829) i brał udział w pracach geodezyjnych i niwelacyjnych w okolicach Nowogrodu. W 1830 roku został przeniesiony na osobiste polecenie generała Louisa Barthélémy Carbonnier d'Arsit de Gragnac (Карбонье д’Арсит, Лев Львович) do zespołu inżynieryjnego w Kronsztadzie, gdzie w latach 1830-1869 zajmował się projektowaniem i budową obiektów wojskowych w twierdzy morskiej Kronsztad. Podczas budowy stoczni wojennej został awansowany na kapitana inżyniera (1837). W 1850 ukazem cara Mikołaja I został naczelnym budowniczym twierdzy Kronsztad. Jako inżynier-pułkownik nadzorował budowę samodzielnie zaprojektowanej baterii „Księcia Mienszykowa” (1843-1850) i „Baterii Nikołajewskiej” (1850-1863). Zaprojektował też i wybudował na dziedzińcu Szkoły Nawigacji w Kronsztadzie pierwsze morskie obserwatorium astronomiczne w Rosji (1856). Autor głównej idei projektu Kanału Morskiego łączącego wyspę Kotlin z ujściem Wielkiej Newy. Podczas wojny krymskiej zbudował przystań dla kanonierek na przylądku Lisi Nos (Лисий Нос) i uczestniczył w doprowadzeniu twierdzy do gotowości obronnej. W tym 1856 awansowany do stopnia generała dywizji i przeniesiony do Ministerstwa Marynarki Wojennej. W 1864 roku awansował na generała porucznika.
Został pochowany na cmentarzu katolickim w Lidzie. Na granitowej płycie nagrobnej widnieje wypukły napis: Iozef Zarzecki syn Woiciecha herbu warnia generał lejtnant korpusu inżynierów. urodził się w Skomoroczkach 19 grudnia 1800 roku umarł w Petersburgu 29 stycznia 1869 roku.

## Odznaczenia
- Order Świętego Włodzimierza trzeciego stopnia (1850)[6]

## Rodzina
Urodził się w rodzinie Wojciecha, herbu Warnia, dzierżawcy majątków a następnie właściciela Meluzyna i Werenowa koło Lidy. Jego matką była Ludwika z Ilkiewiczów. Miał dwóch braci: Jacka Bonifacego (1828-1902) i Emeryka (ur. 1830) oraz trzy siostry. Ożenił się z Anną z domu von Grevens (1807-1891), córka kapitana portu w Kronsztadzie, mieli dzieci Mikołaja (1843-1883) i córkę Annę Eugenię (ur. 1838) z męża Schwanebach.